# Taśma magnetyczna

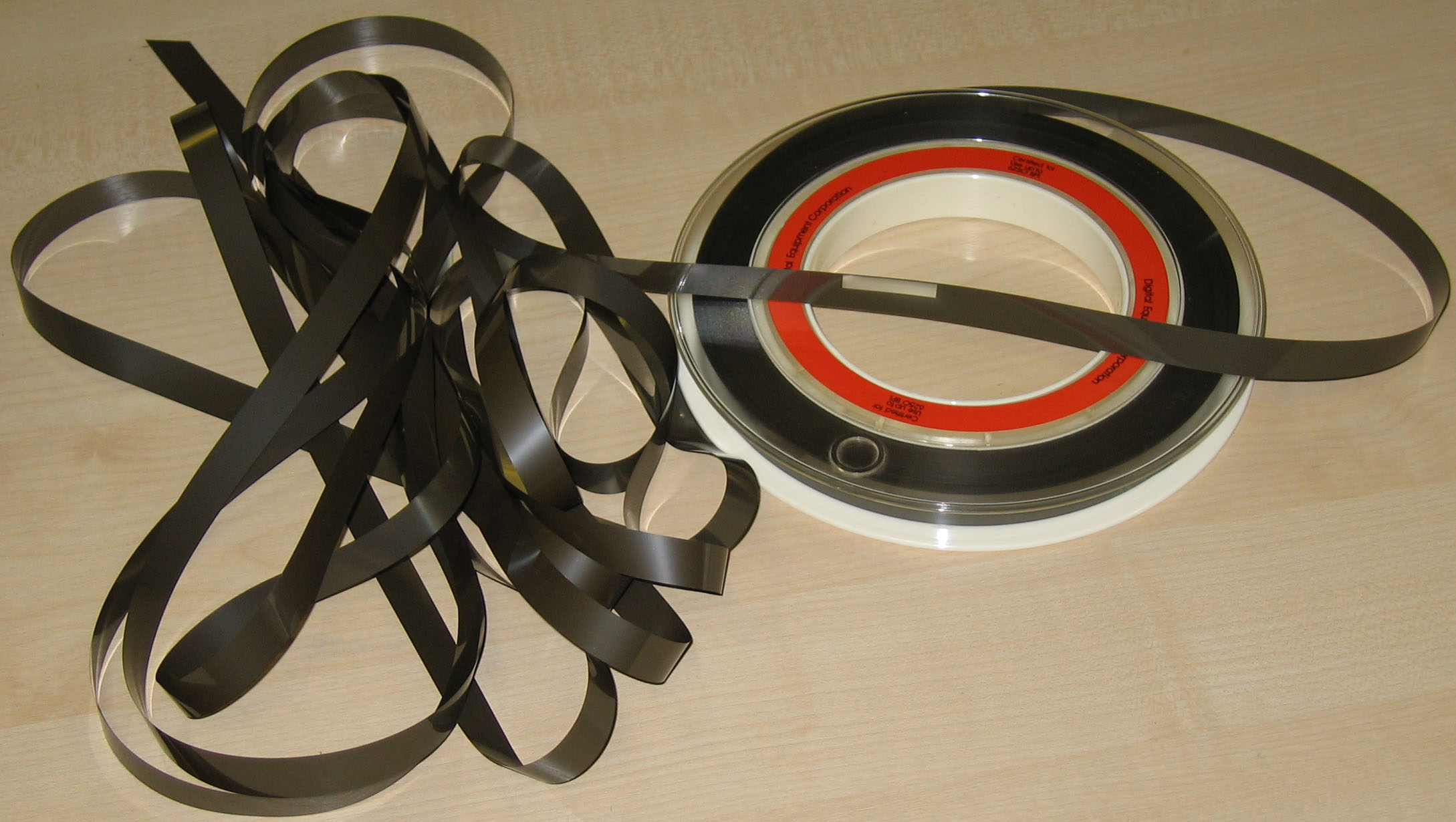
Taśma magnetyczna

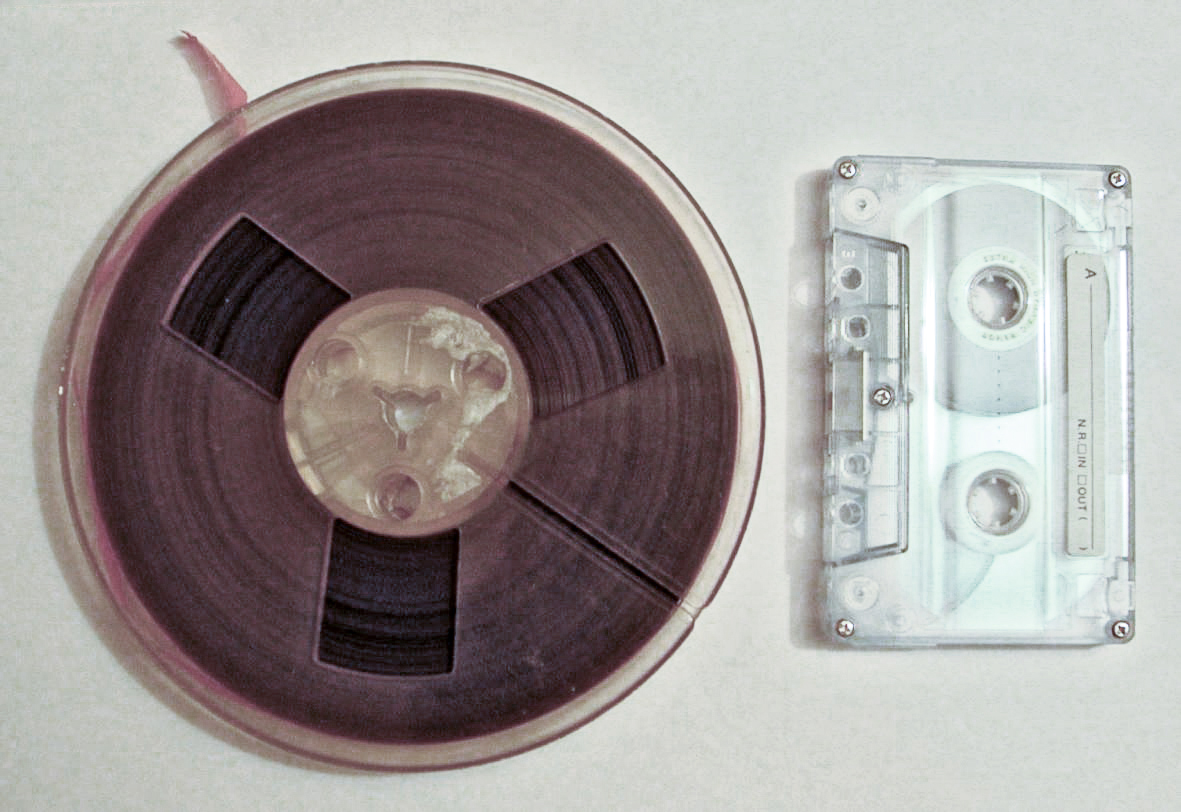
Porównanie taśmy szpulowej z tradycyjną kasetą magnetofonową

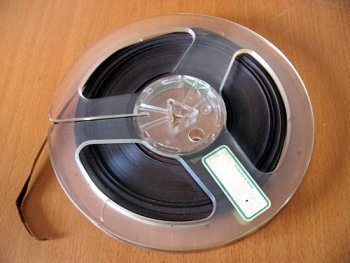
Szpula z taśmą magnetofonową

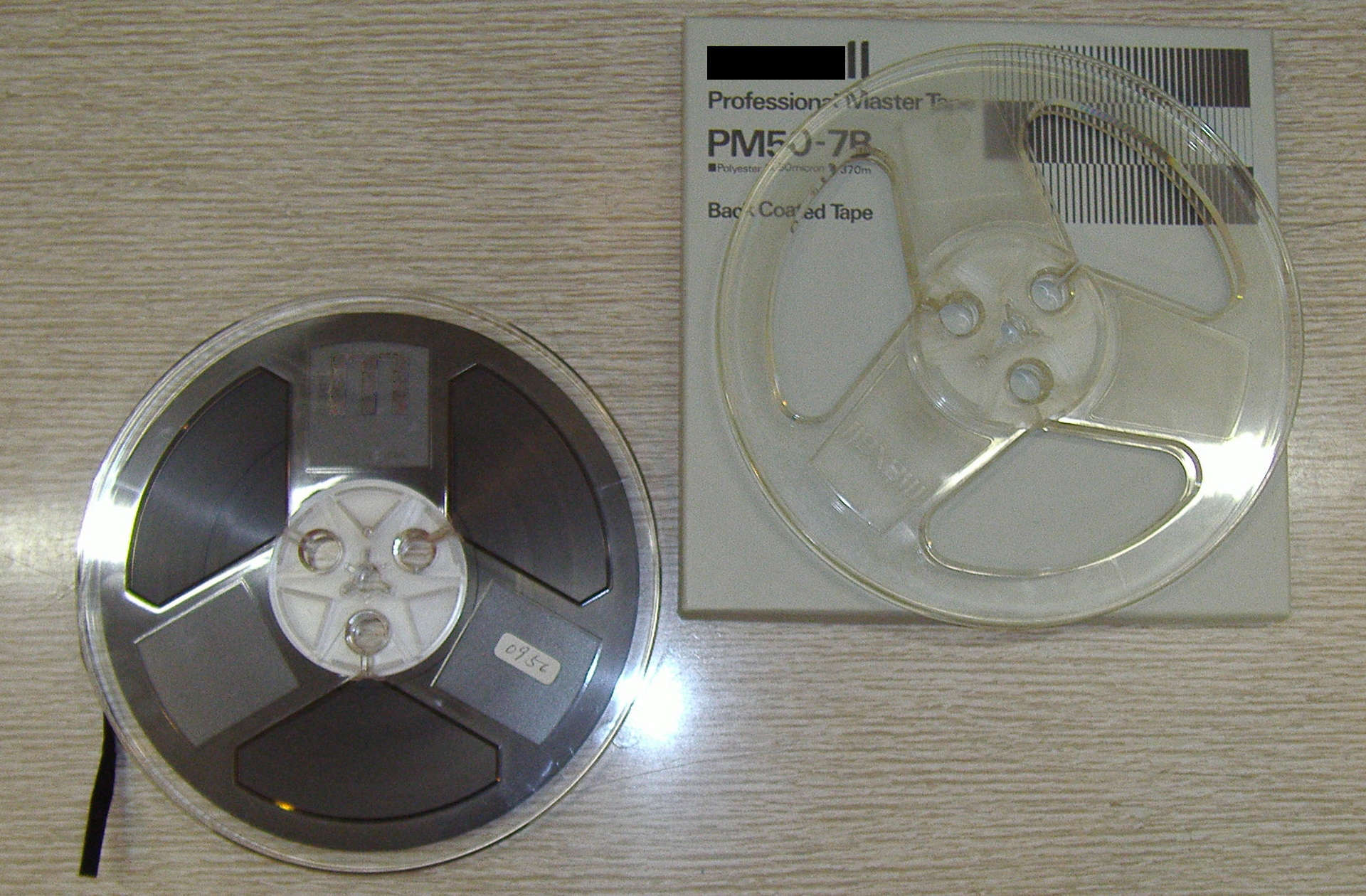
Standardowe szpule o średnicy 7 cali

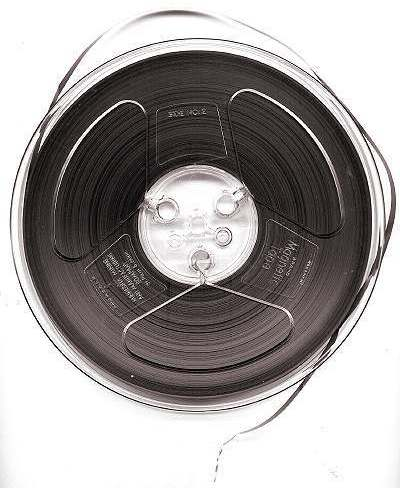
Szpula z taśmą przeznaczona do magnetofonu szpulowego

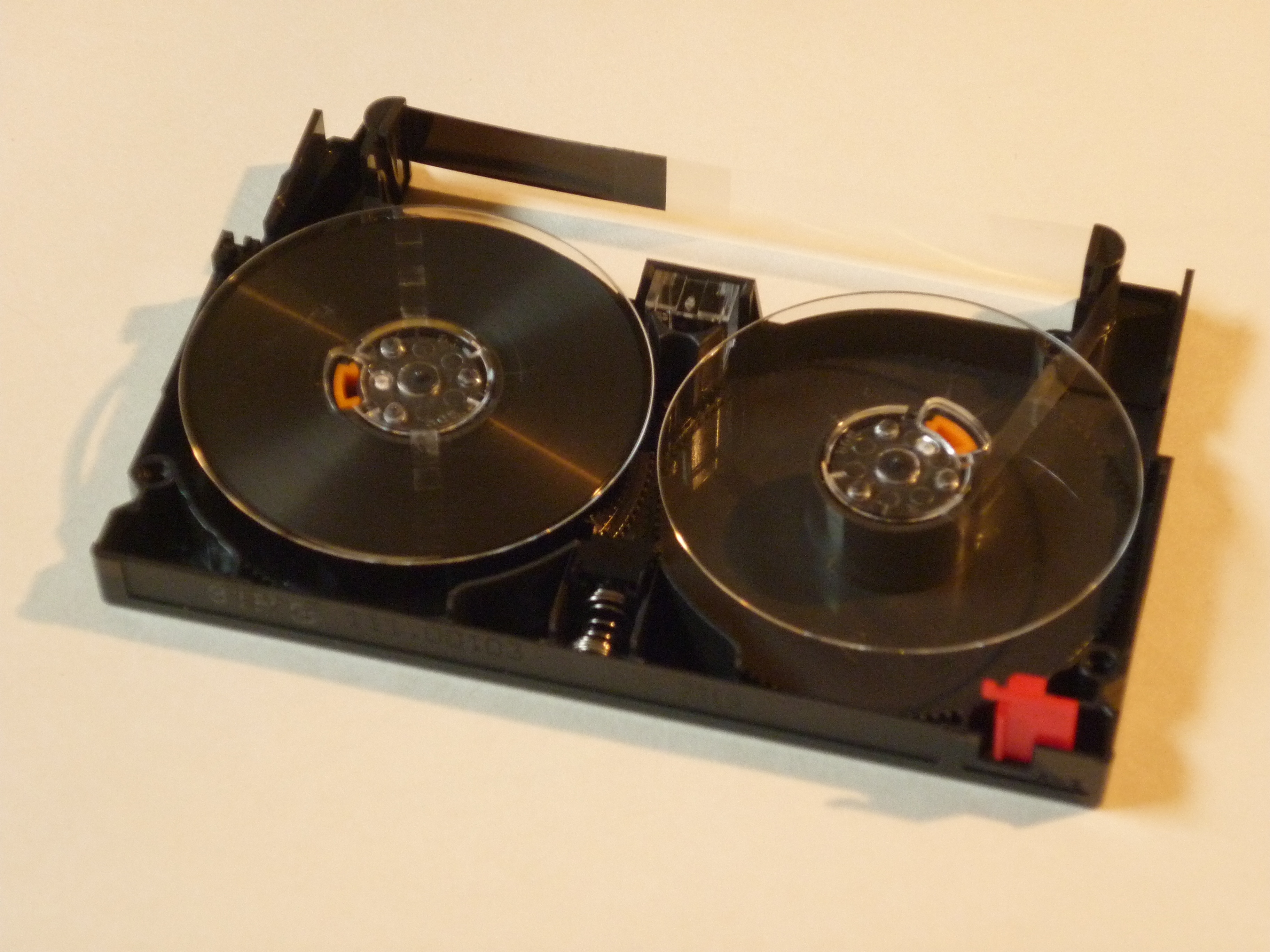
Wnętrze kasety VXA

Taśma magnetyczna – nośnik danych, w postaci cienkiego paska taśmy, wykorzystywany w kasetach magnetofonowych i VHS oraz pamięciach taśmowych.

## Historia
Prekursorem późniejszych magnetofonów był telegrafon, zbudowany przez Valdemara Poulsena. Urządzenie wykorzystywało do rejestracji stalowy drut. Nieco później pojawiły się urządzenia korzystające ze stalowej taśmy. Były to nośniki ciężkie i niewygodne w użyciu – szczególnie ich łączenie było skomplikowane. Dodatkowo, bardzo szybko przesuwająca się taśma stalowa była niebezpieczna, ze względu na ostre jak brzytwa krawędzie.
W latach 20. XX wieku pojawiły się pierwsze taśmy papierowe, z napyloną warstwą magnetyczną (patent przyznany w 1928 roku dla Fritza Pfleumera).
25 grudnia 1932 brytyjska rozgłośnia BBC po raz pierwszy nadała program nagrany na taśmie (stalowej).
Pierwszy praktyczny magnetofon, wykorzystujący papierową taśmę Magnetophon K1 zademonstrowany został przez firmę AEG w 1935 na Wystawie Radiotechnicznej w Berlinie.

## Budowa i zasada działania
Taśma z tworzywa sztucznego (najczęściej z nylonu) napylona jest drobno zmielonymi cząstkami materiału ferromagnetycznego (najczęściej sproszkowanym tlenkami żelaza lub chromu). Podczas zapisu głowica elektromagnetyczna za pomocą „silnego” pola ustawia domeny magnetyczne („namagnesowuje” taśmę), a podczas odczytu wychwytuje zmiany pola spowodowane różnym namagnesowaniem taśmy.

### Nośniki zapisu
- Type I (Normal position, IEC-I, normalna, żelazowa) – Fe2O3
- Type II (High position, IEC-II, chromowa) – tlenek chromu CrO2
- Type III (IEC-III, mieszana, chromowo-żelazowa) – FeCr – standard używany bardzo krótko w latach 70. XX wieku
- Type IV (Metal position, IEC-IV, metalowa) – Me

### Sposób zapisu
- zapis równoległy – poszczególne ścieżki zapisu nagrywane są wzdłuż taśmy, równolegle do siebie. Przy takim zapisie często wykorzystywana jest tylko jedna połowa ścieżek, w zależności od kierunku odtwarzania nagrania. Pozwala to na lepsze wykorzystanie długości taśmy. Taśmy takie można wtedy odtwarzać w obie strony, bez konieczności przewijania taśmy na początek.

- zapis skośny (helikalny) – wykorzystuje nachyloną pod kątem wirującą głowicę, zapisującą dane pod kątem – pozwala to na wielokrotne zwiększenie praktycznej długości ścieżki, kosztem jednak znacznego skomplikowania mechanizmu.

## Niektóre, popularne rodzaje taśm
| Rodzaj                                     | Wymiary taśmy                                     | Wymiary kasety                                                | Sposób zapisu | Prędkość przesuwu                                     | Zastosowanie                                     |
| ------------------------------------------ | ------------------------------------------------- | ------------------------------------------------------------- | --- | ----------------------------------------------------- | ------------------------------------------------ |
| Taśma 1/4" do magnetofonów szpulowych      | szerokość: 1/4 cala                               | szpula o średnicy do 30 cm                                    | Zapis równoległy, dwustronny, 1 (mono) lub 2 (stereo) ścieżki na stronie. Ze względu na naprzemienne ułożenie ścieżek, zapis mono i stereofoniczny są wzajemnie niekompatybilne. | 4,76 cm/s; 9,52 cm/s; 19,05 cm/s lub 38 cm/s          | Nagrania audio                                   |
| kaseta magnetofonowa CC (Compact Cassette) | szerokość: 3,81 mm (0.15 cala), długość: 85-170 m | długość 102 mm, szerokość 64 mm, grubość 12 mm                | Zapis równoległy, dwustronny, 1 (mono) lub 2 (stereo) ścieżki na stronie. | 4,76 cm/s lub 9,52 cm/s (tylko nieliczne magnetofony) | Nagrania audio, zapis danych (lata 80. XX wieku) |
| VHS                                        | szerokość: 1/2 cala (12,7 mm), długość do 400 m   | długość: 188, szerokość: 104, grubość: 25 mm                  | Obraz: zapis helikalny Dźwięk: zapis prosty lub helikalny (o innym pochyleniu niż obraz)                                                                                         | 2,34 cm/s lub 1,17 cm/s (Longplay) w PAL              | Zapis obrazu i dźwięku                           |
| Video8                                     | szerokość: 8 mm                                   | długość: 95, szerokość: 65,5, grubość: 15 mm, waga: 45 gramów | Obraz: zapis helikalny Dźwięk: zapis prosty lub helikalny | 20,051 mm/s lub 10,058 mm/s (Longplay)                | Rozwijany z myślą o małych kamkorderach          |
| U-matic                                    | szerokość 3/4"                                    | długość: 219, szerokość: 137, grubość: 30 mm                  | Zapis helikalny, analogowy | 9,53 cm/s                                             | Zapis obrazu i dźwięku                           |
| Betamax                                    | szerokość 1/2"                                    | długość: 156, szerokość: 96, grubość: 25 mm                   | Obraz: analogowo Dźwięk: analogowo FM lub cyfrowo PCM | 1,87 cm/s                                             | Zapis obrazu i dźwięku                           |
| DAT                                        | szerokość 0,15"                                   | długość 73, szerokość: 54, grubość: 10,5 mm                   | Zapis helikalny, cyfrowy |                                                       | Nagrania audio, kopie zapasowe                   |
| VXA                                        |                                                   |                                                               | Zapis helikalny, cyfrowy |                                                       | Archiwizacja danych                              |